# Antonio Vagnozzi
| (5609) Stroncone      | 22. März 1993      |  |
| (5654) Terni          | 20. Mai 1993       |  |
| (6417) Liberati       | 4. Dezember 1993   |  |
| (7132) Casulli        | 17. September 1993 |  |
| (8943) Stefanozafka   | 30. Januar 1997    |  |
| (12358) Azzurra       | 22. September 1993 |  |
| (14077) Volfango      | 9. August 1996     |  |
| (15391) 1997 TS16     | 3. Oktober 1997    |  |
| (17547) 1993 SN2      | 21. September 1993 |  |
| (19262) 1995 OB1      | 29. Juli 1995      |  |
| (19306) Voves         | 12. Oktober 1996   |  |
| (20139) 1996 QU       | 19. August 1996    |  |
| (43924) Martoni       | 22. Februar 1996   |  |
| - Liste unvollständig |                    |  |

Antonio Vagnozzi (* 1950) ist ein italienischer Amateurastronom und Asteroidenentdecker. Er war der italienische Amateurastronom, der einen Asteroiden mit einer CCD-Kamera entdeckt hat (1993) und außer Spacewatch der erste Astronom, dessen Entdeckung mit einer CCD-Kamera eine Asteroidennummer erhalten hat.
Er benutzt für seine Beobachtungen das Santa Lucia Stroncone-Observatorium. Zwischen 1993 und 1999 entdeckte er insgesamt 45 Asteroiden. Über seine Arbeit an Asteroiden hinaus widmete er sich in den letzten Jahren der systematischen Suche nach Supernovae und ist der Mitentdecker der Supernova SN 1996ae.
Der Asteroid (7529) Vagnozzi wurde nach ihm benannt.